# Arjuna (mytologi)

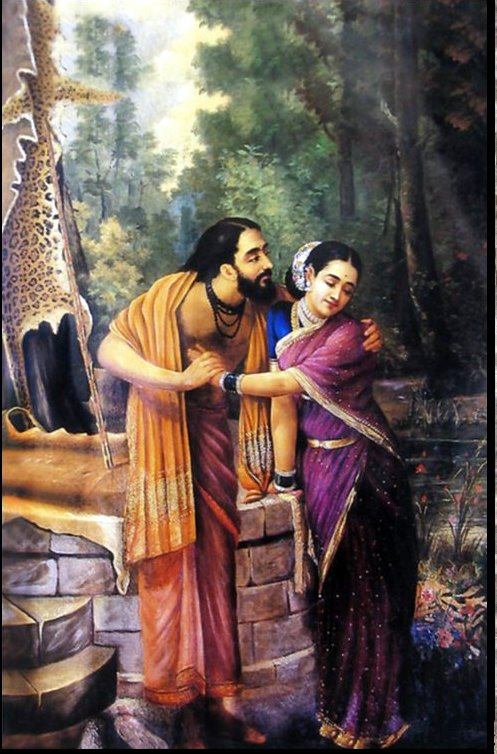
Arjuna och Subhadra. Målning av Raja Ravi Varma.

Arjuna var i indisk mytologi en medlem av Pandavafamiljen och son till Kunti och Indra.
Arjuna framträder i Bhagavad-Gita i sin kamp mot fientliga kusiner. Han vände sig till Krishna för att få hjälp. Krishna, som blev hans körsven och ledsagare, vägrade att delta i kampens slutstrid, men avslöjar sin visdom för Arjuna.